# Lintusalmenjärvi
Lintusalmenjärvi är en sjö i Pajala kommun i Norrbotten och ingår i Kalixälvens huvudavrinningsområde. Sjön har en area på 0,132 kvadratkilometer och ligger 282,1 meter över havet.

## Delavrinningsområde
Lintusalmenjärvi ingår i det delavrinningsområde (747226-178257) som SMHI kallar för Ovan Leveävuomanoja. Medelhöjden är 249 meter över havet och ytan är 22,78 kvadratkilometer. Det finns inga avrinningsområden uppströms utan avrinningsområdet är högsta punkten. Onttojoki som avvattnar avrinningsområdet har biflödesordning 2, vilket innebär att vattnet flödar genom totalt 2 vattendrag innan det når havet efter 198 kilometer. Avrinningsområdet består mestadels av skog (52 procent) och sankmarker (45 procent). Avrinningsområdet har 0,13 kvadratkilometer vattenytor vilket ger det en sjöprocent på 0,6 procent.